# Margaret Essex
Pour les articles homonymes, voir  Essex.
Margaret Essex (1775-1807) est une compositrice anglaise de musique de chambre et vocale. Timothy Essex (en) était son frère.

## Œuvres
- The Butterfly, publié dans Bryn Mawr, The first solos: songs by women composers. Volume I: high voice, Hildegard, 2000[3]